# Lean startup
 (novembre 2024).

Le lean start up (de l'anglais lean, « maigre », « sans gras », « dégraissé ») est une approche spécifique du démarrage d'une activité économique et du lancement d'un produit. Elle repose sur le « Validated learning (en) » (vérification de la validité des concepts), l'expérimentation scientifique et le design itératif. Elle tend à réduire les cycles de commercialisation des produits, à mesurer régulièrement les progrès réalisés, et à obtenir des retours de la part des utilisateurs. Dans cette optique les entreprises, en particulier les startups, cherchent à concevoir des produits et services qui satisfont au mieux la demande de leurs consommateurs, avec un investissement initial minimal.
Le concept est initialement développé en 2008 par Eric Ries sur la base de la pensée lean dans des entreprises high-tech de la Silicon Valley. Depuis lors il a connu un grand succès à travers le monde, notamment grâce à son livre, The Lean Startup: How Today's Entrepreneurs Use Continuous Innovation to Create Radically Successful Businesses. Par extension, le concept peut aujourd'hui s'appliquer à tout individu, équipe ou entreprise qui introduit un nouveau produit sur le marché.

## Historique
Eric Ries développe son idée à partir de sa propre expérience comme consultant, employé et fondateur d'entreprise. Sa première startup, Catalyst Recruiting, échoue par manque de compréhension des besoins de la base de consommateurs, et parce qu'elle dépense trop de temps et d'énergie en amont du lancement de son premier produit. Après Catalyst, Ries travaille comme ingénieur logiciel pour There, Inc., qu'il décrit comme un exemple de startup issue de la Silicon Valley : cinq ans de recherche et développement, 40 millions de dollars de financement, et 200 employés au moment du lancement du produit. En 2003 l'entreprise lance There.com, mais ne parvient pas à gagner en popularité parmi ses premiers utilisateurs (early adopters). Pour Ries, l'erreur essentielle de l'entreprise est que sa vision était « presque trop concrète », au point de l'empêcher de se rendre compte qu'elle ne répondait pas vraiment à la demande. Il fait un parallèle avec Catalyst qui, même si elle n'agissait pas à la même échelle, faisait selon lui les mêmes choix : « elle partait d'une technologie, au lieu de la développer à partir des besoins à satisfaire ».

## Développement par la clientèle
Pour Eric Ries, la théorie du "développement par la clientèle" de Steve Blank est un des fondements du lean startup. Eric Ries en dégage cinq idées clés :
1. Sortez de chez vous. La création d'une entreprise ne doit pas seulement être pensée dans un bureau.
2. La théorie des types de marché. Le type de marché définit le type de challenge que va devoir surmonter l'entreprise pour réussir.
3. Trouver un marché pour le produit. Il faut sortir des stéréotypes et aller à la rencontre des "vrais" clients.
4. La phase de croissance du produit et de la société. Une startup passe par 4 étapes de croissance, à savoir la découverte de la clientèle, la validation client, la création de la clientèle et la création de la société. On remarque que l'ordre peut choquer la logique traditionnelle.
5. Apprentissage et itération. Le succès d'une startup passe par l'apprentissage et les itérations. Il ne s'agit pas d'une reproduction linéaire.

## Définitions

### Pivot
Dans le processus d'apprentissage par itérations, une startup peut découvrir - par des retours terrain avec de vrais clients - que son produit n'est pas adapté, qu'il ne répond pas à un besoin. Toutefois, pendant ce processus d'apprentissage, il se peut que la startup ait identifié un autre besoin (souvent connexe au premier produit). Lorsque la startup change de produit pour répondre à ce nouveau besoin identifié, elle « pivote » ou effectue un « pivot ».
Un pivot peut également concerner un changement de modèle de l'entreprise.
Une startup peut pivoter plusieurs fois au cours de son existence.
Exemples de pivots :
- En 2005, Criteo était un service de recommandation de films. En 2006, elle pivote vers la recommandation de produits pour sites marchands. En 2008, elle pivote vers un modèle d'entreprise basé sur le CPC Ad (Cost-per-click advertising)[1].
- Stewart Butterfield est à l'origine de deux des pivots les plus célèbres de l'histoire d'internet. Il a ainsi transformé deux échecs d'entreprises de jeux vidéos en succès : Flickr et Slack[2].